# Саїду Панандетігірі
Саїду Панандетігірі (фр. Saïdou Panandétiguiri, нар. 22 березня 1984, Уахігуя) — буркінійський футболіст, захисник клубу «Антверпен» та національної збірної Буркіна-Фасо.

## Клубна кар'єра
У дорослому футболі дебютував 2000 року виступами за «Фасо-Єнненга», в якому провів один сезон.
2001 року перебрався до Франції, де у складі другої команди «Бордо» став переможцем п'ятого за рівнем дивізіону Франції та вийшов у четвертий. Проте, заграти у складі основної команди «жирондинців» Панандетігірі не зміг і у січні 2005 року перейшов у бельгійський «Локерен», де став основним гравцем команди.
Протягом сезону 2008/09 виступав за німецький «Веен» з Другої Бундесліги. Але за підсумками сезону клуб зайняв останнє місце в чемпіонаті і понизився у класі, через що Саїду влітку 2009 року перейшов у португальський клуб «Уніан Лейрія». Відіграв за клуб Лейрії наступні два сезони своєї ігрової кар'єри, після чого недовго грав за єгипетський «Харас Ель Годуд».
Протягом другої сезону 2011/12 років захищав кольори мальтійської «Валетти».
До складу клубу «Антверпен» з другого бельгійського дивізіону приєднався влітку 2012 року. Наразі встиг відіграти за команду з Антверпена 21 матч в національному чемпіонаті.

## Виступи за збірну
2002 року дебютував в офіційних матчах у складі національної збірної Буркіна-Фасо. 
У складі збірної був учасником Кубка африканських націй 2010 року в Анголі, Кубка африканських націй 2012 року у Габоні та Екваторіальній Гвінеї і Кубка африканських націй 2013 року у ПАР.
Наразі провів у формі головної команди країни 56 матчів, забивши 2 голи.

## Титули і досягнення
- Срібний призер Кубка африканських націй: 2013